# Xbox One
Xbox One es una consola de videojuegos producida por Microsoft. Fue presentada el 21 de mayo de 2013. Es la sucesora de la Xbox 360 y la tercera consola de la marca Xbox. Forma parte de las videoconsolas de octava generación. Compitió con PlayStation 4 de Sony y Wii U de Nintendo y más tarde la Switch. Su salida a la venta fue el 22 de noviembre de 2013 a un precio de 499 dólares.
El Firmware actual de la consola es el 10.0.17133.2020 (rs4_release_xbox_dev_1804.180418-1415), donde hay más opciones de salida de vídeo, hay un nuevo nivel de interactividad de Mixer, se pueden compartir las capturas en X, hay torneos abiertos, se pueden poner los temas en un horario, hay mejoras al Narrador, mejoras en Edge, hay más audio inmersivo y hay un filtrado avanzado para propietarios de clubes.
El 16 de julio de 2020, Microsoft anuncia oficialmente que se cesa totalmente la producción del Xbox One en todas sus versiones, a excepción del modelo original del Xbox One S. Pero anunciaron que el servicio de Xbox Live aún seguirá presente en el servicio de la consola. así como de las funciones de Xbox Game Pass y Games with Gold, también mencionó que seguirán las unidades y ventas restantes del repertorio de la consola mundialmente hasta que el repertorio este acabado.
El 13 de enero de 2022 Microsoft anunció oficialmente la descontinuación de todos los modelos de la Xbox One a nivel internacional, aunque el servicio de Xbox Network sigue aún activo y presente en el servicio de la consola.

## Historia

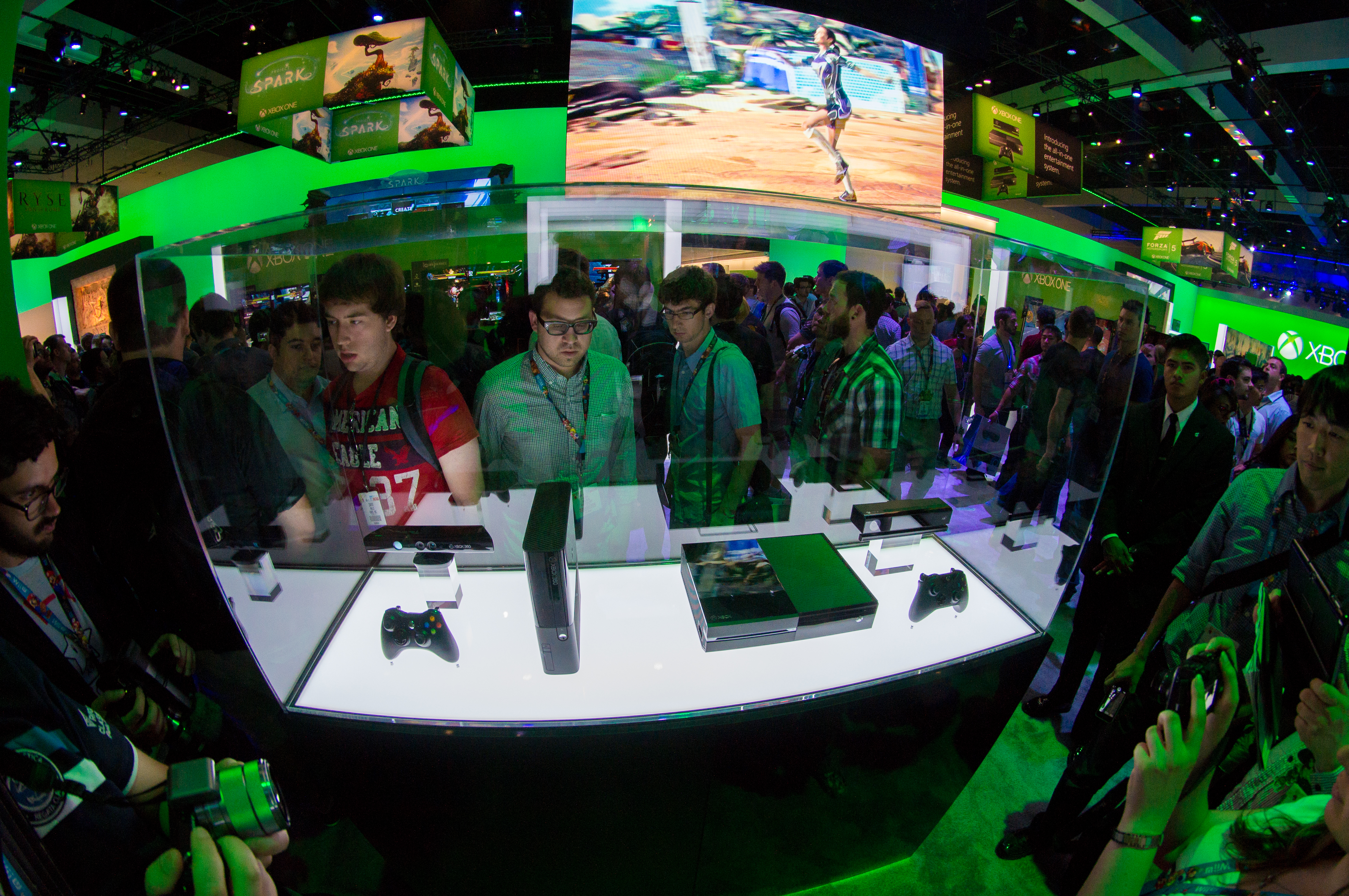
La consola Xbox One en el E3 2013.

La consola Xbox One se empezó a gestar tras la salida al mercado de su antecesora, la Xbox 360. Aunque los medios especializados la bautizaron como Xbox 720, el primer kit de desarrollo oficial creado por Microsoft recibió el nombre en clave de Durango y se puso a disposición de algunos desarrolladores a mediados del año 2012. Sin embargo no fue hasta el 21 de mayo de 2013 que la compañía hizo oficial su existencia bajo el nombre de Xbox One. Tras esta primera presentación, tuvo lugar una segunda en el E3 2013 donde se revelaron muchas de las características de la máquina que ya era totalmente jugable y se lanzó a los mercados.
Junto a la presentación del nuevo hardware, Microsoft hizo oficial otras novedades que suponían un cambio notable en las políticas que venía aplicando. De esa forma, la Xbox One requería de conexión a internet para poder funcionar, exigiendo una verificación en línea al menos cada 24 horas ya que de lo contrario la máquina dejaba de leer los juegos. Otra novedad, afectaba al mercado de segunda mano y se limitaba también la posibilidad de compartir juegos previamente adquiridos por el consumidor.
Aunque inicialmente firme a la hora de implantar todos estos cambios, la compañía acabó dando marcha atrás regresando a las políticas que tenía vigentes con Xbox 360, exceptuando la conexión, Xbox One requiere actualmente una conexión y una cuenta Live activa para poder utilizarse. Las fuertes críticas recibidas unido al hecho de que sus competidores no aplicaban ninguna de estas restricciones se consideraron como las causas principales del cambio de postura.

## Hardware

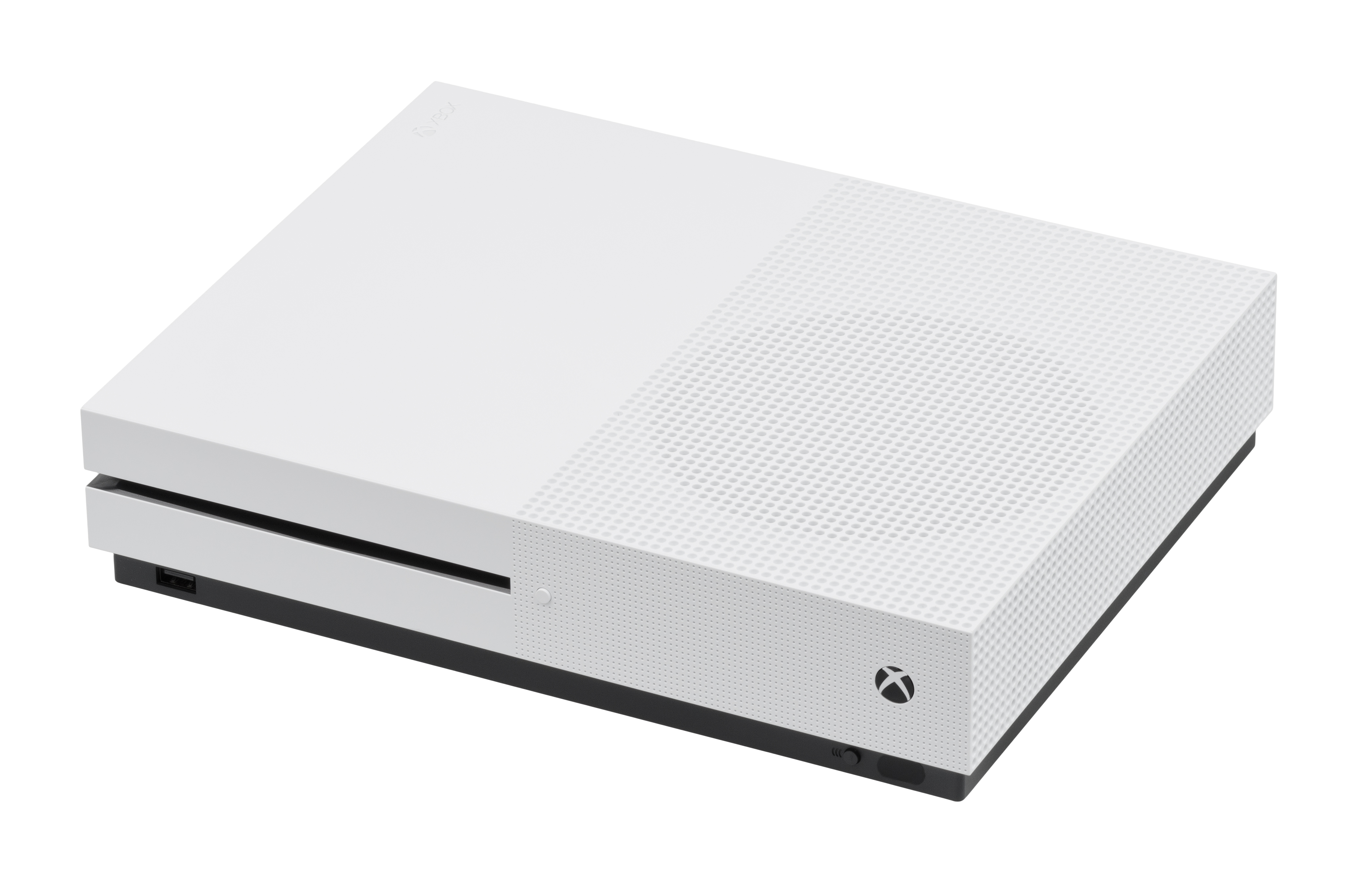
Xbox One white

### Gráficos
Xbox One cuenta con una GPU integrada basada en la tecnología de AMD y la equivalente a una HD 7790, 10 veces más potente que su predecesora Xbox 360. Su GPU dispone de 768 Shaders y 1,23 TFLOPS/s de potencia.
Microsoft había anunciado que la nueva API Direct X 12 llegaría a todas las GPU compatibles con Direct X 11.2 así mismo dejó claro que Xbox One era 100 % compatible y que mediante una actualización llegaría a la consola. Esta nueva API reduce cálculos de la GPU en un máximo de un 20 % y la CPU hasta un máximo de un 35 % en algunos juegos, como por ejemplo, Forza Motorsport 5. Eso significa que los estudios disponen de un mayor rendimiento logrando unos gráficos aún más realistas. Así mismo Microsoft advirtió que estas cifras dependerían, no solo del tipo de juego, sino también del estudio que lo desarrolle.
Junto con Direct X 12, Xbox One también dispone de la nube de Microsoft, la cual es capaz de hacer cálculos para liberar el procesamiento de las consolas.

### Mando
El mando de la consola mantiene una línea continuista en relación con el de Xbox 360. Su reparto de botones, joysticks y gatillos es en gran medida similar al de su predecesora, aunque sí muestra algunas novedades. La principal es que los gatillos poseen un sistema de vibración independiente.
El botón Xbox no está tan centrado, situándose en la parte alta del periférico dejando lugar a dos nuevos botones: Menú (que engloba los antiguos Start y Select) y View que permite acceder a ventanas conceptuales relacionadas con el juego en uso. La alimentación se sigue realizando mediante pilas AA.
La última versión del mando cuenta con un puerto de entrada para jack 3,5, algo que permitiría conectar auriculares sin necesidad de adaptador. Dispone de conectividad Bluetooth 4.0 para conectarse a un PC, para ello es necesario tener la actualización Creators Update de Windows 10.

### Kinect
Xbox One cuenta con una nueva versión de Kinect ampliamente mejorada que recibe el nombre de Kinect 2.0. Dispone de una cámara de resolución 1080p con un nivel de precisión y reconocimiento superior al actual de la Xbox 360. Permite procesar 2 GB de datos por segundo y captura 30 imágenes por segundo. Su funcionamiento mediante comandos de voz se ha potenciado para que el usuario pueda realizar un mayor número de tareas por esa vía.

### Especificaciones técnicas
La consola está formada por un procesador AMD de 8 núcleos Custom de 64 bits basado en microarquitectura Jaguar y una velocidad estimada en 1,75 Ghz, 8 GB de memoria RAM DDR3 más 32 MB de ESRAM, con una velocidad de hasta 204 GB/s 500 GB de disco duro y un lector Blu-ray 6x. Los gráficos integrados también corren por parte de AMD siendo 8 veces más potentes que los de Xbox 360 y compuestos por 5 000 000 000 de transistores, diez veces más que Xbox 360. Incluye además conexiones USB 3.0, HDMI in-out y 802.11n Wireless. También el Kinect 2.0, con una cámara de 1080p que procesa 2 GB de datos por segundo con un tiempo de respuesta de 13 milmillonésimas de segundo. El sistema operativo está formado por un Kernel de Windows que tiene varias funciones multimedia y de Internet Explorer, otro dedicado en exclusiva a la consola y un tercero que gestiona ambos aspectos de forma simultánea. Cuenta con una unidad óptica Blu-ray Disc e incluye el sistema cloud de almacenamiento en línea.
Se confirmó que gracias a la nube, tendría soporte para contenido en resoluciones de 4K (Ultra HD) para contenidos de vídeo, imágenes y para juegos. Xbox One también puede recibir señales televisivas vía cable coaxial de sistema de TV de pago por cable o satelital, desplazando los descodificadores de las empresas de televisión de pago. Sin embargo, es desconocido si Xbox puede funcionar con ciertos descodificadores que además requieren una Smart Card. También puede hacer de intermediario entre señales televisivas vía cable HDMI de los descodificadores de TV de pago, solo si estos incorporan HDMI; sin embargo Xbox o Kinect por sí mismos no pueden cambiar de canal por el mando u orden de voz, ya que no controlan el descodificador, solo reciben su imagen.
El puerto HDMI puede recibir una segunda señal de vídeo de otros dispositivos, como un PC, reproductor Blu-Ray o incluso de otras consolas.
Xbox One carece de un conector RCA y esto lo hace incompatible con los antiguos televisores de rayos catódicos (aunque se pueden conseguir adaptadores especiales de HDMI a Conector RCA relativamente económicos para poder usar la consola con este tipo de aparatos.)

## Software

Territorios con soporte de Xbox Live, para un total de 44 países.

La consola tiene acceso a películas, televisión en vivo, música y un navegador web. La televisión tiene un aspecto similar a Google TV. La consola utiliza la señal de la caja de cable y pasa a través de la consola por HDMI. El jugador puede controlar la consola con comandos de voz. A estos comandos de voz responde el Kinect 2.0. También cuenta con Skype.
El nuevo mando tiene un 17 % más de batería y un accesorio, que se utiliza para otras funciones del Kinect y también para las opciones de chat y volumen. Su remodelado sistema de vibración se llama Impulse Triggers. El nuevo Kinect tiene wake with voice. Tiene una cámara Full HD (1080p) comparado con el sensor VGA del anterior Kinect. Procesa 2 GB de datos por segundo con un tiempo de respuesta de 13 millonésimas de segundo.
Xbox One, posee tres sistemas operativos: Xbox OS, un sistema operativo basado en Kernel de Windows 10 y otro sistema operativo que permite que los otros dos se comuniquen por la virtualización.
Esta integración incluye las llamadas de Skype mientras se está jugando. Xbox Live, necesario para poder usar la videoconsola, ofrece almacenamiento en la nube.

### Juegos
Los juegos de Xbox One viene en formato físico a través de discos Blu-Ray y digital, descargables usando la Microsoft Store (anteriormente el Bazar Xbox Live). Todos los juegos deben ser instalados y verificados por la consola (que usa la conexión a Live para hacerlo) para ser jugables aunque es posible iniciar la partida sin que la instalación se haya completado en su totalidad. Aún instalados la presencia del disco es siempre requerida en software no descargado. La consola no ofrece de forma nativa retrocompatibilidad con la Xbox original. Sin embargo, en 2015 se anunció en el E3 que la Xbox One tiene retrocompatibilidad con su anterior consola , actualmente la retrocompatibilidad ya esta lista con más de 400 juegos al ser compatibles con su anterior consola Xbox 360.
En 2017, también se anunció en el E3 que la consola tendrá retrocompatibilidad con la Xbox original.

## Críticas

### Kinect obligatorio
Pese a que en un principio Microsoft señaló que Kinect sería obligatorio para el correcto funcionamiento de la interfaz principal de la consola, posteriormente, la compañía cambió de idea para que la consola pudiera funcionar sin Kinect. Ya existe un pack de compra que no incluye el dispositivo Kinect.
Además, Kinect de la Xbox One no es solo la cámara que reconoce gestos, sino también un micrófono que acepta órdenes de voz, las cuales empiezan con «Xbox [orden]».

### Grabador de video digital
En junio de 2016, Microsoft confirmó que no cumplirá la promesa de añadir la característica de grabador de video digital que prometió en agosto de 2015.

## Revisiones de la consola

### Xbox One S
El 13 de junio de 2016, Microsoft dio a conocer Xbox One S, la primera versión del equipamiento principal de Xbox One, para el lanzamiento en agosto de 2016. Cuenta con un factor de forma más pequeño, con una nueva carcasa blanca, tampoco es necesario el transformador gigante que incluían las versiones anteriores ya que este viene dentro de la consola y el reposicionamiento del botón de puerto lateral USB y controlador de sincronización directamente a la parte delantera de la consola, y la disponibilidad de un soporte para la organización vertical. Es compatible con la transmisión de vídeo 4K y Blu-ray Disc, alto rango dinámico (HDR), y tiene un disco duro de 500 gigabytes, o de 1, o de 2 terabytes. El nuevo modelo ya no incluye el puerto propio que se utiliza para fijar el sensor Kinect; un adaptador USB, que será proporcionada gratuita para los propietarios existentes, se utiliza en su lugar. La consola también viene con una revisión del controlador de Xbox One, con agarres con textura y soporte para Bluetooth. Además,varias consolas de esta «serie» de consolas no incluye salida de disco.

### Xbox One X

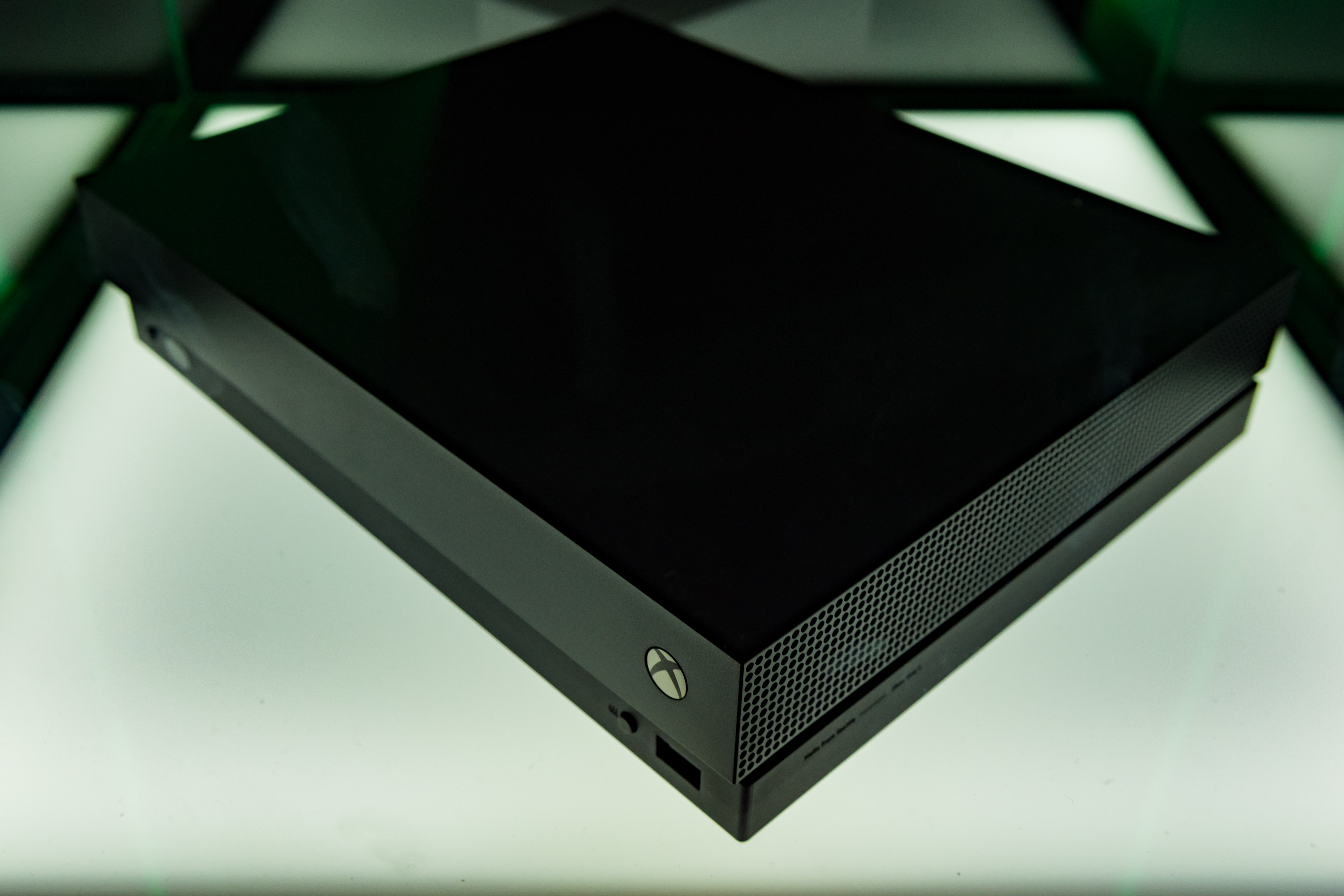
Xbox One X en la Gamescom.

La nueva consola anunciada el 10 de junio de 2017 en la E3 2017 y conocida inicialmente como «Project Scorpio». Microsoft anunció una actualización de hardware de Xbox One con el nombre de «Xbox One X», que sería lanzada en noviembre de 2017. La consola es un modelo con hardware actualizado destinado a apoyar el juego 4K, así como la realidad virtual. Todos los juegos y accesorios Xbox One existentes serán compatibles con la consola «Xbox One X». El jefe de la división de Xbox, Phil Spencer, afirmó que Scorpio fue diseñado como una respuesta al crecimiento del juego 4K y VR en el mercado de los ordenadores personales, y que los juegos existentes de Xbox One experimentarán mejoras en el rendimiento. Spencer indicaba en un ejemplo que Halo 5: Guardians, que utiliza un sistema de escalado que reduce dinámicamente la resolución del juego cuando es necesario para mantener una tasa de cuadros consistente, sería capaz de ejecutarse a su resolución nativa sin interrupciones en Scorpio.
En lo que respecta a la realidad virtual, Microsoft aún no ha revelado ningún acuerdo específico o soporte de hardware, pero Spencer hizo algunas declaraciones sobre el potencial atractivo de la plataforma dado su asequible precio y sus capacidades.
Desde el principio, Microsoft bautizó a Xbox One X como «la consola más potente jamás creada», ya que además de los 6 teraflops de rendimiento gráfico, la consola contará con dos módulos de CPU Jaguar Evolved de cuatro núcleos cada uno a 2,3 GHz, memoria RAM de 12 GB GDDR5 a 320 Gbit/s de ancho de banda y una GPU de 40 unidades de computación a 1.172 MHz, lo que le permitirá ofrecer una resolución a 4K nativa en muchos de sus juegos.

### Descontinuación
Después de varias sospechas sobre que ya no se estaba fabricando el primer Xbox One, Microsoft ha salido a aclarar y a confirmar que dicha consola ha sido descontinuada. El primer modelo de Xbox One se descontinuó oficialmente el 27 de agosto de 2017 para dejar paso al Xbox One S y Xbox One X.
El 16 de julio de 2020, Microsoft anuncia oficialmente que se descontinúa totalmente la producción del Xbox One en casi todas sus versiones (excepto el modelo original del One S, que continuó en producción). Esto anteriormente mencionado el director ejecutivo de la división de Microsoft Xbox Phil Spencer.
El 13 de enero de 2022, Microsoft ha cesado definitivamente la producción del Xbox One S. Con ello se descontinuó oficialmente la fabricación de la familia de consolas Xbox One, para enfocarse en la producción de las nuevas consolas Xbox de nueva generación, las Xbox Series X y Series S.

### Comparación dehardware
|                              | Xbox One                                                                    | Xbox One S                                                                  | Xbox One X                                                         |
| ---------------------------- | --------------------------------------------------------------------------- | --------------------------------------------------------------------------- | ------------------------------------------------------------------ |
| Lanzamiento                  | 22 de noviembre de 2013                                                     | 2 de agosto de 2016                                                         | 7 de noviembre de 2017                                             |
| Precio base                  | $499 (500 GB con Kinect)                                                    | $249 (500 GB) $349 (1 TB) $399 (2 TB con apoyado)                           | $499 (1 TB)                                                        |
| Process                      | 28 nm TSMC                                                                  | 16 nm TSMC                                                                  | 16 nm TSMC                                                         |
| Transistores                 | 5 000 000 (cinco mil millones)                                              | 5 000 000 (cinco mil millones)                                              | 7 000 000 (siete mil millones)                                     |
| Die size                     | 363 mm²                                                                     | 240 mm²                                                                     | 360 mm²                                                            |
| Arquitectura del CPU         | AMD Jaguar                                                                  | AMD Jaguar                                                                  | AMD-customized Jaguar Evolved                                      |
| Frecuencia CPU               | 1.75 GHz                                                                    | 1.75 GHz                                                                    | 2.3 GHz                                                            |
| Número de núcleos de CPU     | 8-core                                                                      | 8-core                                                                      | 8-core                                                             |
| Arquitectura de GPU          | AMD Sea Islands (GCN 2) Bonaire type (custom 853 MHz/914 MHz UC R7 260/360) | AMD Sea Islands (GCN 2) Bonaire type (custom 853 MHz/914 MHz UC R7 260/360) | AMD Polaris (GCN 4) Ellesmere XTL type (custom 1172 MHz UC RX 590) |
| Unified shaders              | 768 (12 CU) (896 installed, 2 CU disabled)                                  | 768 (12 CU) (896 installed, 2 CU disabled)                                  | 2560 (40 CU) (2816 installed, 4 CU disabled)                       |
| Raster operation units (ROP) | 16                                                                          | 16                                                                          | 32                                                                 |
| Texture mapping units (TMU)  | 48                                                                          | 48                                                                          | 160                                                                |
| Frecuencia de GPU            | 12 Radeon compute units at 853 MHz                                          | 12 Radeon compute units at 914 MHz                                          | 40 Radeon compute units at 1172 MHz                                |
| FP32 performance             | 1.31 TFLOPS                                                                 | 1.40 TFLOPS                                                                 | 6 TFLOPS                                                           |
| Memoria                      | - 8 GB DDR3 - 32 MB ESRAM                                                   | - 8 GB DDR3 - 32 MB ESRAM                                                   | 12 GB GDDR5                                                        |
| Memory bandwidth             | DDR3 at 68.3 GB/s                                                           | DDR3 at 68.3 GB/s                                                           | 326 GB/s                                                           |
| Memory bandwidth             | ESRAM at 204 GB/s                                                           | ESRAM at 218 GB/s                                                           | 326 GB/s                                                           |
| Frecuencia Memoria           | 2133 MHz (effective 1066 MHz)                                               | 2133 MHz (effective 1066 MHz)                                               | 6.8 GHz (effective 1700 MHz)                                       |
| Memory bus                   | 256-bit                                                                     | 256-bit                                                                     | 384-bit                                                            |
| Tipo de guardado             | 2.5-inch hard drive                                                         | 2.5-inch hard drive                                                         | 2.5-inch hard drive                                                |
| Capacidad de guardado        | 500 GB, 1 TB                                                                | 500 GB, 1 TB, 2 TB                                                          | 1 TB                                                               |
| Dimensiones (H×W×D)          | - 79 mm × 274 mm × 333 mm - 3.1″ × 10.8″ × 13.1″                            | - 63.5 mm × 229 mm × 298 mm - 2.5″ × 9″ × 11.75″                            | - 60 mm × 240 mm × 300 mm - 2.36″ x 9.44″ x 11.81″                 |
| Salida                       | HDMI 1.4                                                                    | HDMI 2.0                                                                    | HDMI 2.1                                                           |